# Jodocus von Ehrhart
Jodocus Ehrhart (ab 1800 Jodocus von Ehrhart, * 2. Juni 1740 in Memmingen; † 24. Juli 1805 ebenda) war ein deutscher Mediziner und Stadtphysikus von Memmingen.

## Leben
Jodocus Ehrhart war ein Sohn des Mediziners Balthasar Ehrhart und studierte bei Ernst Anton Nicolai und Ernst Gottfried Baldinger an der Universität Jena Medizin. Nach seiner 1761 erfolgten Promotion wirkte er ab 1762 als Stadtarzt in Memmingen. Neben der praktischen Medizin widmete er sich in seinen Schriften vor allem der Geburtshilfe. Am 14. März 1772 wurde er mit dem akademischen Beinamen Lysias II. unter der Matrikel-Nr. 765 zum Mitglied der Leopoldina gewählt. Im Jahr 1800 wurde Jodocus Ehrhart unter Einbeziehung seiner Nachkommen als Jodocus von Ehrhart in den Adelsstand erhoben.
Sein Sohn war der spätere Mediziner Gottlieb von Ehrhart.

## Schriften
- Dissertatio medica de methodo medendi morbis, quae adstruit: per morbos produci salutares effectus  Jena 1761 (Digitalisat).
- Dissertatio Inavgvralis Medica De Pvlsibvs. Jena 1761 (Digitalisat).
- Sammlung von Beobachtungen zur Geburtshülfe. Felsecker, Frankfurt und Leipzig 1773 (Digitalisat).